# Réserve naturelle de Høymyr
La réserve naturelle de Høymyr  est une réserve naturelle norvégienne qui est située dans le municipalité de Holmestrand, dans le comté de Vestfold.

## Description
La réserve naturelle de 0,055 km2 a été créée en 1980.
C'est une tourbière d'eau souterraine avec une végétation moyennement riche, par endroits riche. Les tourbières pluviales ont peu d'espèces. La richesse spécifique des tourbières d'eau souterraine, quant à elle, varie de pauvre à extrêmement riche, selon la teneur en éléments nutritifs du sol.
Le long du côté sud de la réserve naturelle de Høymyr, il y a des sources d'eau souterraine calcaire. De ces sources, l'eau s'écoule dans le marais et constitue la base des éléments les plus riches de la végétation.